# Либанска фунта
Либанска фунта (арапски: ليرة لبنانية; француски: livre libanaise) је званична валута у Либану. Међународни код је LBP а симбол ل.ل. Издаје је Банка Либана. У 2007. години инфлација је износила 4,2%. Састоји из 100 пијастри.
Постоје новчанице у апоенима 1000, 5000, 10 000, 20 000, 50 000 и 100 000 и кованице од 
50, 100, 250 и 500.